# Syllitus pseudocupes
Syllitus pseudocupes là một loài bọ cánh cứng trong họ Cerambycidae.